# Rambus
A Rambus Incorporated (fundada em 1990) é um fornecedor de interfaces de alta tecnologia, mais notavelmente conhecido pela Rambus Dynamic RAM memory technology, com a qual tinha a intenção de substituir o modelo SDRAM e disputar o mercado de memórias utilizadas em computadores pessoais (Desktops) com o modelo DDR SDRAM. Hoje, a empresa está desenvolvendo sistemas de memória para smartphones e tablets de próxima geração e com a aquisição da Cryptography Research, que agora desenvolve soluções de segurança para computação em nuvem e dispositivos móveis.

## História
Rambus, uma companhia de Califórnia, foi incorporada em 1990 e re-incorporada no estado de Delaware em 1997. A companhia foi alistada em NASDAQ em 1997 sob o código RMBS. Em fevereiro de 2006, a Rambus obteve a maior parte de sua receita anual ao licenciar patentes para interfaces de chip para seus clientes.
De acordo com o Wall Street Journal, a história da Rambus tem sido "marcada por litígios, incluindo batalhas de patentes com vários fabricantes de chips".